# دژ هنری کریستف
دژ لافریر یا دژ هنری کریستف یا به سادگی ارگ (انگلیسی: Citadel) یک قلعه بزرگ کوهستانی در شهرستان شمالی، هائیتی است که در بالای کوه Bonnet a L'Eveque واقع شده‌است، تقریباً ۲۷ کیلومتر (۱۷ مایل) جنوب شهر کاپ-هائیتین، ۱۵ کیلومتر (۹٫۳ مایل) و جنوب غربی منطقه حفاظت شده سه خلیج و ۸ کیلومتر (۵٫۰ مایل) سربالایی از شهر میلوت قرار دارد. یکی از بزرگترین قلعه‌های قاره آمریکا است و در سال ۱۹۸۲ توسط سازمان آموزشی، علمی و فرهنگی سازمان ملل متحد (یونسکو) به عنوان میراث جهانی- به همراه کاخ سان-سوسی در مجاورت آن معرفی شد. این قلعه کوهستان به به نمادی از هائیتی تبدیل شده‌است. ارگ توسط هنری کریستف، رهبر کلیدی در هنگام شورش برده‌های هائیتی پس از به دست آوردن هائیتی در آغاز قرن ۱۹ و استقلال از فرانسه (۱۹۸۰–۱۸۰۴) ساخته شده‌است.